# Aconitum yachiangense
Aconitum yachiangense är en ranunkelväxtart som beskrevs av Wen Tsai Wang. Aconitum yachiangense ingår i släktet stormhattar, och familjen ranunkelväxter. Inga underarter finns listade i Catalogue of Life.